# 마네키네코

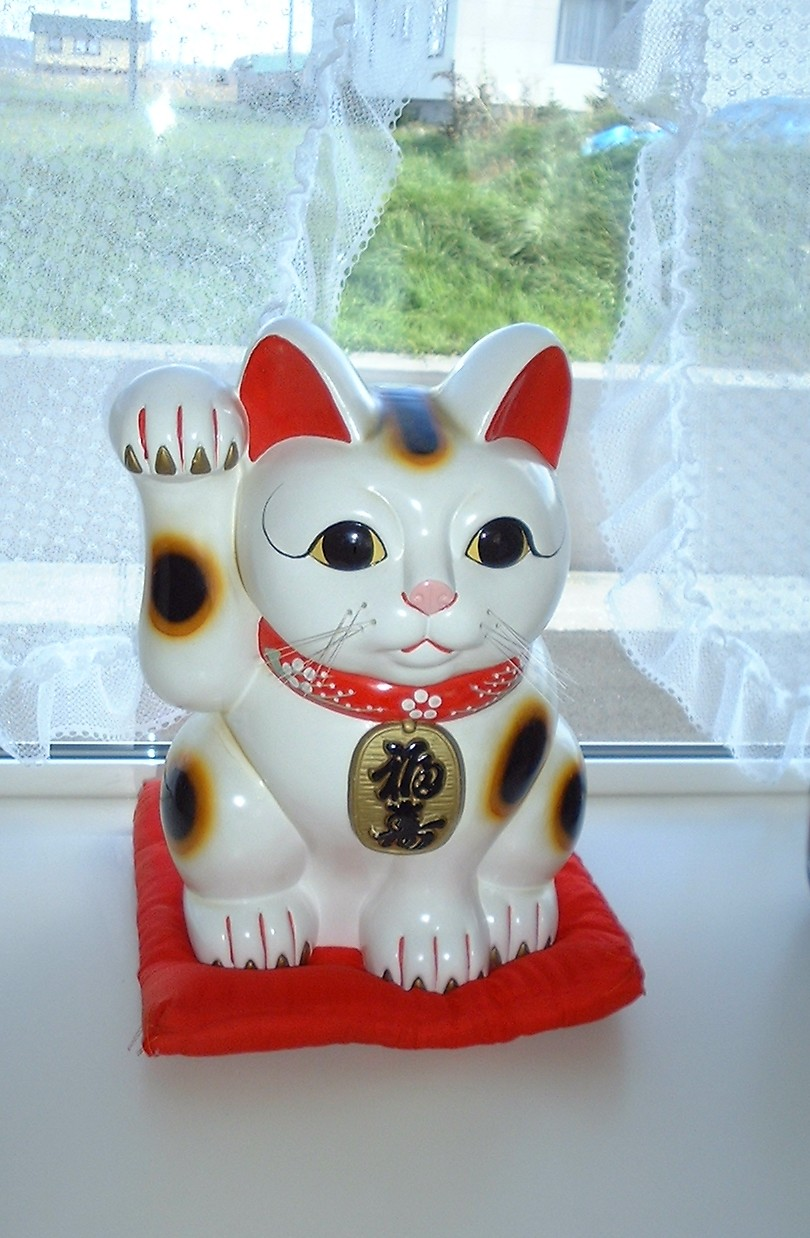
마네키네코

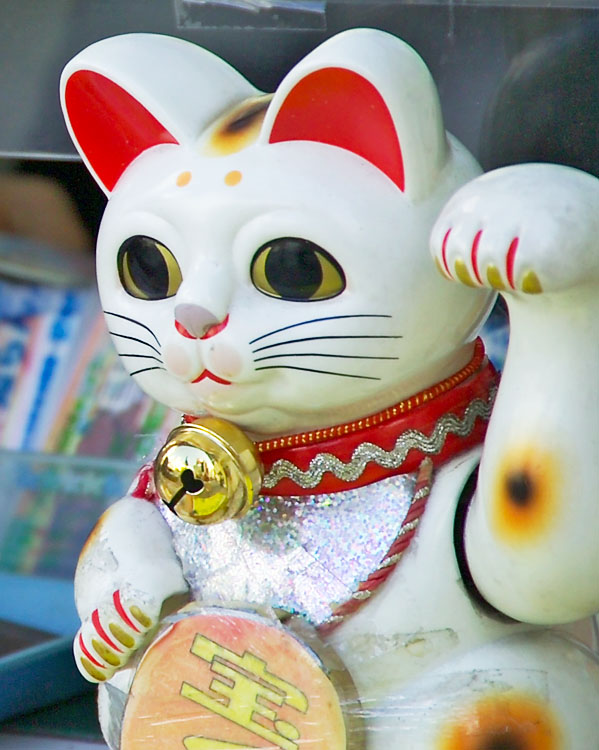
마네키네코

마네키네코(招き猫, まねきねこ)는 앞발로 사람을 부르는 형태를 한 고양이 장식물이다.
길조를 부르는 물건의 일종으로, 주로 상가 등에 장식해서 번창을 기원한다. 중국에서는 자오차이 마오(招財貓)로 알려져 있다.
오른쪽 앞발을 들고 있는 고양이는 돈을 부르고, 왼쪽 앞발을 들고 있는 고양이는 손님을 부른다고 한다. 때로 양손을 들고 있는 것도 있다. 사진에 있듯이, 삼색고양이 (흰색, 검은색, 갈색)가 일반적이지만, 근래에는 금색, 흑색도 있다.

## 유래
마네키네코의 유래에는 여러 설이 있으나 어느 것이 사실인지는 확실하지 않다.

### 고토쿠사설(豪徳寺説)
도쿄도 세타가야구의 고토쿠사가 발원지라는 설이다.
에도 시대의 히코네번 제2대 번주 이이 나오타카가 매사냥을 하고 돌아오는 길에 고토쿠사 앞을 지나고 있을 때였다. 그때, 그 절의 스님이 기르던 고양이가 문 앞에서 손을 흔드는 것 같은 동작을 하고 있는 것을 보고 절에 들어가서 휴식을 취하였다. 그러자 번개가 치고 비가 내리기 시작하였다. 비에 젖지 않고 쉴 수 있었던 것을 기뻐한 그는, 후일 쇠퇴해가는 고토쿠사를 다시 일으키기 위해 많은 기부를 하였고, 고토쿠사는 다시 번성하게 되었다고 한다.
스님은 그 고양이가 죽자 묘를 세워 기렸다. 후세에 경내에 고양이를 위한 사당을 세웠으며, 고양이가 한 손을 들고 있는 모양을 본 떠, 마네키네코가 만들어졌다고 한다. 또한 그 사건으로 고토쿠사는 이이가의 보리사(집안이 대대로 위패를 모시는 절)가 되었다고 전해진다. 막부말에는 사쿠라다몬 저격사건 때 암살된 이이 나오스케의 묘도 고토쿠사에 있다.

### 지쇼인설(自性院説)
도쿄도 신주쿠구의 지쇼인이 근원지라는 것으로, 두 가지 설로 나뉜다.
하나는, 에코다가하라의 전쟁(1476년-1478년경)때, 열세에 몰려서 길을 헤메던 오오다 도칸의 앞을 고양이가 나타나서 손짓을 하고는 지쇼인으로 안내했다. 이를 계기로 전세를 뒤집는 데 성공한 오오다 도칸은 그 고양이를 보살로 봉납했고, 고양이 보살을 거쳐서 마네키네코가 되었다는 설이다.
다른 하나는, 에도시대 중기의 거상이 자식을 잃고, 그 명복을 빌기 위해 고양이 보살을 지쇼인에 봉납한 것이 기원이라는 설이다.

### 기타
도쿄도 도시마구의 사이호사 기원설이나, 민간신앙설 등도 있다.

## 마네키네코의 현재
복을 부르는 물건의 일종이므로, 정월에 새로 만드는 가정도 많고, 신사주위의 가판대에서 판매하는 경우도 많다. 또, 시장이 발달한 곳에는 마네키네코 전문점도 있고, 크고 작은 수많은 마네키네코를 보유한 가게도 있다.
명산지는 군마현 다카사키시 근교 등으로, 다른 특산품인 달마와 함께 대형의 일본지를 붙여 만드는 동일한 제조법으로 생산하고 있다. 그 외에 도자기로 된 것도 있으며, 근래에는 플라스틱 제품도 등장해서, 지금에도 많은 수의 마네키네코가 유통되고 있다.

## 같이 보기
- 바케네코
- 헬로키티
- 금두꺼비